# 微型热电联产
微型热电联产（Micro combined heat and power，Micro CHP）是将热电联产理念扩展到高达50kW范围内的单/多家庭或小型写字楼。 本地发电具有较高的效率，因为在长距离运输电力方面有8-10％的能量损失，而区域供热网络传热的能量损失为10-15％，这是由于热能运输（热水） 和较冷的外部环境的温度差异导致的。最常见的系统使用天然气作为其主要能源并排放二氧化碳。

## 概要
用于家庭或小型商业建筑的热电联产（CHP）系统通常由天然气供电以产生电力和热量。微型热电联产(Micro CHP)系统是小型燃料电池或驱动发电机的发动机，其为个体建筑的供暖，通风和空调提供电力和热量。微型热电联产可能主要跟随热需求发热，供电作为副产品，或者可能会跟随电力需求发电，热量是副产品。 当主要用于在电力需求波动的情况下的热量时，微型热电联产系统可能产生比立即要求的更多的电力。

## 技术
微型热电联产使用的技术有：
- 内燃机
- 斯特林发动机
- 燃料电池
- 微型燃氣渦輪發動機
- 蒸汽机[2]（使用传统的水或有机化学品如制冷剂）

### 燃料
有许多类型的燃料和热源可能被认为用于微型热电联产。这些来源的性质在系统成本，热成本，环境影响，便利性，易于运输和存储，系统维护和系统寿命方面都有所不同。 正在考虑与微型热电联产一起使用的一些热源和燃料包括：天然气，液化石油气，生物质，植物油（如菜籽油），木煤气，太阳能热能，最近还有氢，以及多燃料系统。

### 发动机类型
天然气适用于内燃机，如奥托四冲程发动机和燃氣渦輪發動機系统。 燃气轮机由于其高效率，小尺寸，清洁燃烧，耐用性和低维护要求而被用于许多小型系统中。 用箔轴承和空气冷却设计的燃气轮机在没有润滑油或冷却剂的情况下运行。 燃气轮机的废热大部分在排气中，而往复式发动机的废热在排气和冷却系统之间分流。
外燃机可以在任何高温热源上运行。 这些发动机包括斯特林发动机，热“气”涡轮增压器和蒸汽机。 两者的效率都在10％-20％之间，截至2014年，微型CHP产品的生产量很少。

### 燃料电池
燃料电池发电和作为副产品的发热。 固定燃料电池应用于斯特林热电联产的优点是无需移动部件，维护更少，操作更安静。 剩余电量可以交回电网。

## 市场现状

### 日本
微型热电联产最大的部署是2009年在日本，有部署超过9万个单元，绝大多数是本田的 “ECO-WILL”型号。六家日本能源公司在2009年推出了300W-1 kW PEMFC / SOFC ENE FARM产品 ，2008年装机3000台，2009-2010年生产目标为15万台，2030年目标为250万台。在Ene Farm项目中，2012年总共销售了20,000台，预计共有5万台PEMFC和多达5000个SOFC装置。在2013年，国家对50,000个单元的补贴已经到位。ENE FARM项目将在2014年通过100,000个系统，2012-2014年期间安装了34,213个PEMFC和2,224个SOFC，液化天然气3万个，液化石油气6000个。

### 韩国
在韩国，补贴将从国内燃料电池成本的80％开始。带有可再生能源证书的可再生能源比例标准从2012年实行到2022年 。配额制度有利于大型，垂直整合的发电机和跨国电力公司，只是因为证书通常以1兆瓦时为单位。与上网电价补贴政策相比，它们的设计和实施也比较难。2012年约350个住宅安置微型热电联产单元。

### 欧洲
欧洲公私合作伙伴关系燃料电池和氢联合承诺第七框架计划项目旨在到2017年部署，在12个欧盟成员国中部署了1,000个住宅燃料电池联合热电联产（微型热电联产, micro-CHP）装置。

## 参阅
- 热电联产(CHP)
- 微型发电
- 分散式發電
- 電源成本